# 時佐王
時佐王（ときすけおう、生年不詳 - 貞観16年5月7日（874年6月24日））は、平安時代初期から前期にかけての皇族。位階は従四位下。

## 経歴
系譜は明らかでないが、桓武天皇または嵯峨天皇の孫か。
文徳朝末の斉衡4年（857年）二世王の蔭位により无位から従四位下に直叙される。清和朝に入ると、天安3年（859年）次侍従に任ぜられる。
貞観16年（874年）5月7日卒去。最終官位は散位従四位下。

## 官歴
『六国史』による。
- 斉衡4年（857年） 正月7日：従四位下
- 天安3年（859年） 4月2日：次侍従
- 貞観16年（874年） 5月7日：卒去（散位従四位下）